# Izumi Ryuji
Izumi Ryuji (和泉 竜司 Izumi Ryūji, sinh ngày 6 tháng 11 năm 1993) là một cầu thủ bóng đá người Nhật Bản thi đấu cho Nagoya Grampus ở vị trí tiền vệ.

## Thống kê sự nghiệp

### Câu lạc bộ
Tính đến trận đấu diễn ra ngày 3 tháng 12 năm 2017
| Câu lạc bộ          | Mùa giải            | Giải vô địch        | Giải vô địch | Giải vô địch | Cúp Quốc gia | Cúp Quốc gia | Cúp Liên đoàn | Cúp Liên đoàn | Châu lục | Châu lục  | Khác    | Khác      | Tổng    | Tổng      |
| Câu lạc bộ          | Mùa giải            | Hạng đấu            | Số trận      | Bàn thắng    | Số trận      | Bàn thắng    | Số trận       | Bàn thắng     | Số trận  | Bàn thắng | Số trận | Bàn thắng | Số trận | Bàn thắng |
| ------------------- | ------------------- | ------------------- | ------------ | ------------ | ------------ | ------------ | ------------- | ------------- | -------- | --------- | ------- | --------- | ------- | --------- |
| Nagoya Grampus      | 2016                | J1 League           | 14           | 1            | 1            | 0            | 2             | 0             | -        | -         | -       | -         | 17      | 1         |
| Nagoya Grampus      | 2017                | J2 League           | 39           | 1            | 2            | 0            | -             | -             | -        | -         | 2       | 0         | 43      | 1         |
| Nagoya Grampus      | 2018                | J1 League           | 0            | 0            | 0            | 0            | 0             | 0             | -        | -         | -       | -         | 0       | 0         |
| Nagoya Grampus      | Tổng                | Tổng                | 53           | 2            | 3            | 0            | 2             | 0             | -        | -         | 2       | 0         | 60      | 2         |
| Tổng cộng sự nghiệp | Tổng cộng sự nghiệp | Tổng cộng sự nghiệp | 53           | 2            | 3            | 0            | 2             | 0             | -        | -         | 2       | 0         | 60      | 2         |